# Balthasar Bebel
Pour les articles homonymes, voir Bebel.
Balthasar Bebel (né en octobre 1632 à Strasbourg et mort le 2 novembre 1686 à Wittemberg) est un théologien protestant allemand du XVIIe siècle.

## Biographie
Balthasar Bebel est pasteur et professeur de théologie et des antiquités sacrées à Strasbourg, Docteur, professeur de théologie et surintendant général à Wittemberg.

### Sa famille
Balthasar Bebel est le fils de Balthasar Bebel, maître-boulanger strasbourgeois, originaire de Göppingen et de Susanna Rheinthaller, née en 1606 à Strasbourg.
Balthasar Bebel se marie dans la cathédrale de Strasbourg le 18 février 1662 avec Salomé Thürmann, fille du pasteur Andreas Thürmann (1591-1672) et d'Anna Barbara Dannhauer, sœur de Johann Conrad Dannhauer et arrière-petite-fille d'Andreas Cellarius (théologien).

### Un théologien luthérien strasbourgeois et Wittemberg

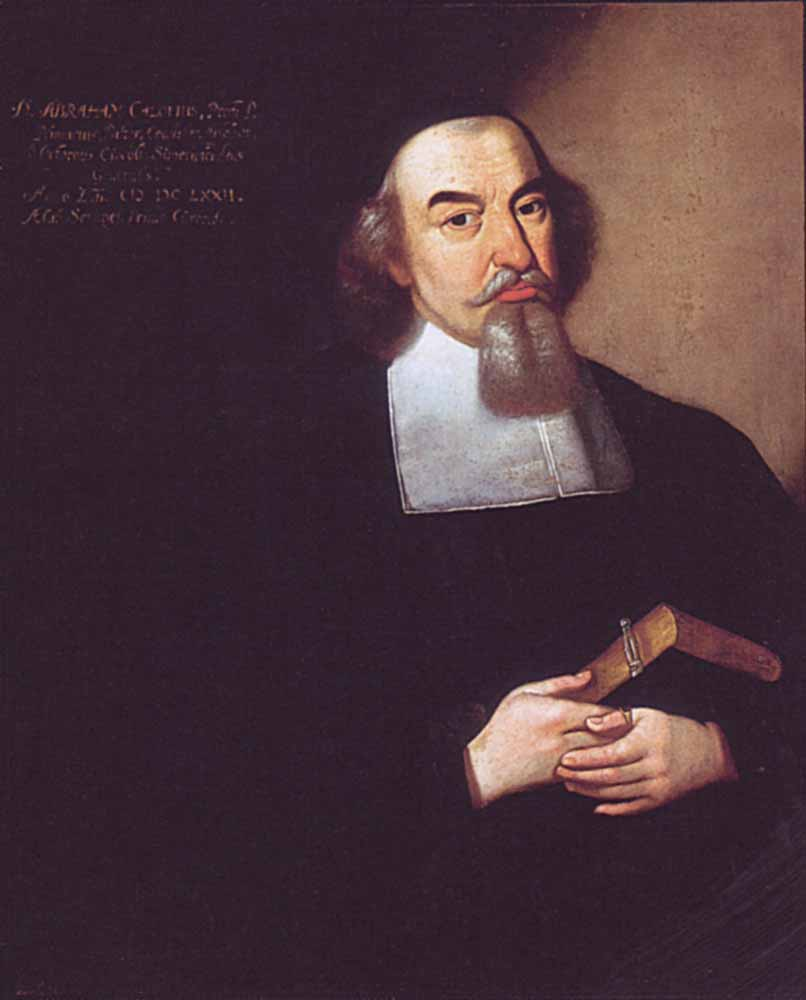
Abraham Calov,
auquel Balthasar Bebel a succédé.

Bebel étudie à l'université de Leipzig, où il acquiert une maîtrise. Le 20 avril 1658, il quitte Leipzig pour l'université de Wittemberg où il est ensuite admis comme maître assistant à la faculté de philosophie en mars 1659. En 1661, il revient dans sa ville natale et est nommé prédicateur d'abord à Saint Pierre-le-Jeune, puis à la cathédrale de Strasbourg ainsi que professeur d'antiquité sacrée à l'université de Strasbourg.
En 1662, il est docteur en théologie et est nommé professeur à la faculté de théologie. Il refuse beaucoup d'autres offres pour aller enseigner dans différentes universités.
Quand en 1686, la succession du théologien Abraham Calov, luthérien orthodoxe très célèbre, lui est offerte, il accepte d'aller à l'université de Wittemberg. Strasbourg est alors une ville française depuis quatre ans, et la cathédrale a été restituée au clergé catholique, ce qui n'est sans doute pas sans influence sur sa décision. Il commence à enseigner le 29 septembre 1686 tout en faisant office de surintendant général de l'église du centre de la ville. Il ne remplira toutefois ces fonctions que fort peu de temps, puisqu'il est emporté par une attaque cérébrale quelques semaines plus tard.

## Son œuvre
Balthasar Bebel écrit sur l'histoire sainte :
- Historia Ecclesiae antediluvianae
- Historia Ecclesiae in tribusprioribus seculis
- Antiquitates Ecclesiaticae Seculi 4. Antiquitates Germaniae primae
- Antiquitates Evangelicae & Iudaicae.

On a de lui d'assez nombreux traités de controverse :
- De Remonstrantium Scepticismo
- Polemosophia victrix contra Walenburgios[1].
- Polemosophia victrix contra Walenburgios
- De Remonstrantium Scepticismo
- Historia Ecclesiae antediluvianae
- Historia Ecclesiae in tribusprioribus seculis
- Antiquitates Ecclesiaticae Seculi 4. Antiquitates Germaniae primae
- Antiquitates Evangelicae & Iudaicae
- Pippingis memoriae Theologorum
- Witte diarium